# باریسال-۳
باریسال-۳ (به لاتین: Barisal-3) یک منطقهٔ مسکونی در بنگلادش است که در ناحیه باریسال واقع شده‌است.